# 小冰冰传奇
《小冰冰传奇》是2014年由莉莉丝游戏开发、龙图游戏运营的一款动作类卡牌手机游戏，人物画风以Q版为主，拥有Android和iOS版本。
该游戏原名为《刀塔传奇》，故事背景也以电子竞技游戏《DotA（刀塔）》及暴雪公司的MMORPG游戏《魔獸世界》为基础。在暴雪公司及《刀塔 2》开发商Valve起诉龙图和莉莉丝公司侵犯著作权、商标权后，龙图和莉莉丝赔偿了暴雪和Valve一定款项，并修改部分美术，游戏名称改为了《小冰冰传奇》。

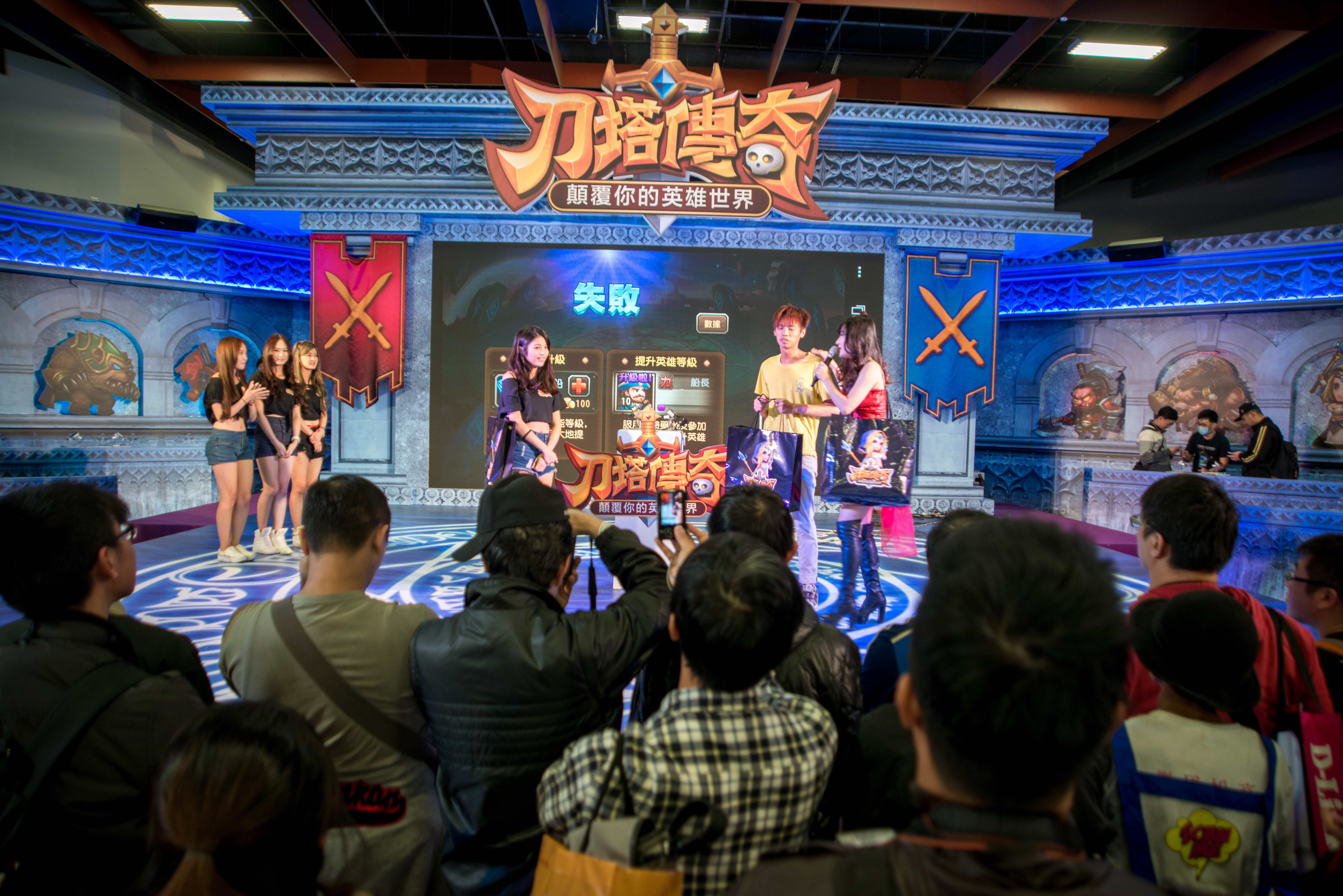
2014年資訊月，《小冰冰傳奇（原刀塔傳奇）》攤位舞台活動

## 游戏介绍

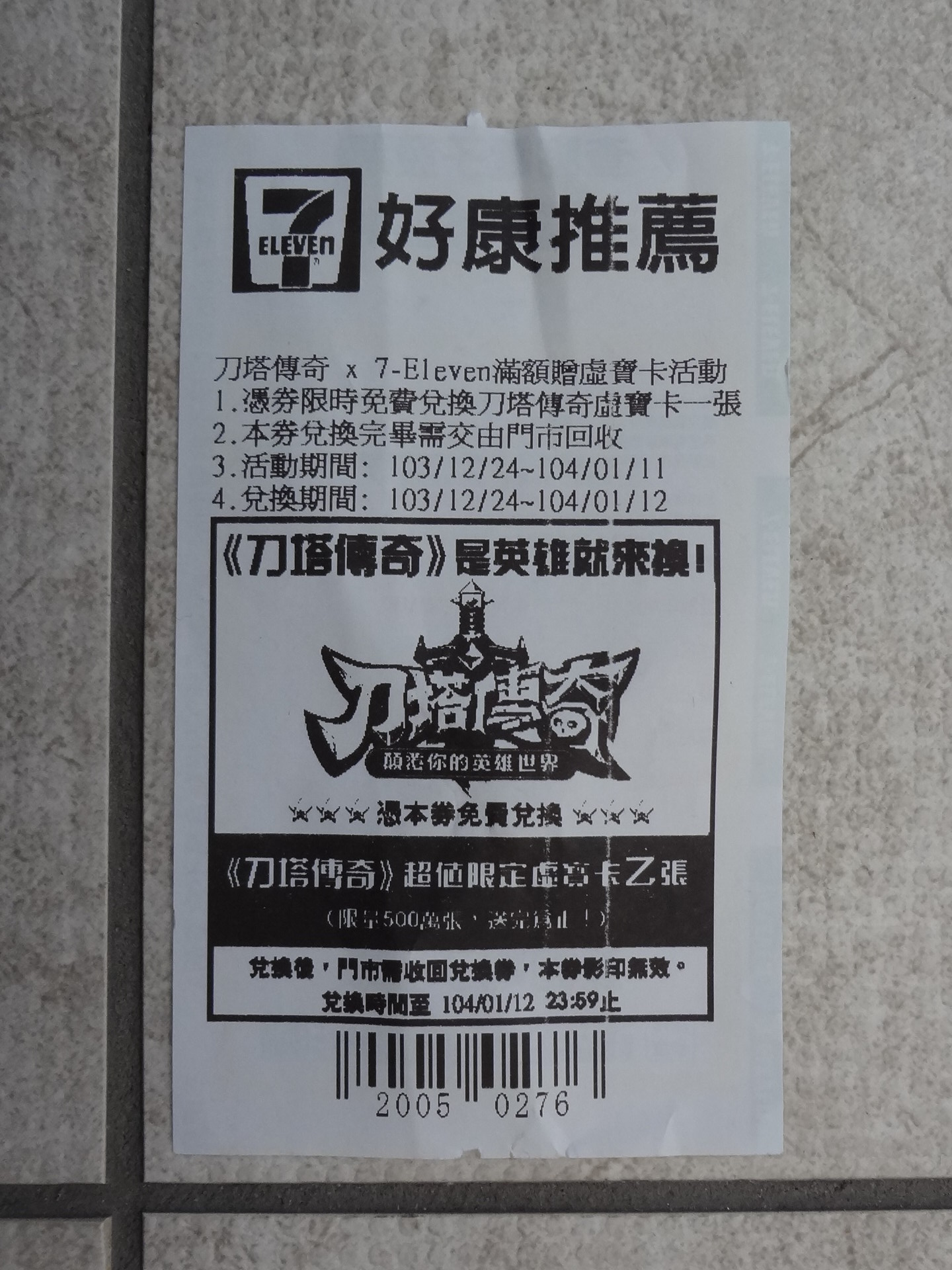
統一超商《小冰冰傳奇（原刀塔傳奇）》虛寶卡兌換券

《小冰冰传奇》是一款动作类卡牌游戏，随着战斗英雄的能量积攒，玩家可以手动操作英雄释放大招。

## 特色玩法
《小冰冰传奇》的可选玩法主要分为：
- 战役：类似于众多卡牌类游戏的关卡模式。[7]
- 时光之穴：分为潮汐神庙和矮人军工厂，供玩家赚取游戏中的金币和经验道具，後面改版把潮汐神廟和矮人軍工廠的關卡刪除。
- 英雄试炼：分为折戟山谷、诅咒之城和女武神的对决，供玩家收集英雄所使用道具，可随着等级的提高而開啟更多難關且掉落更好的装备。
- 英雄的远征：有兩種難度，分別為普通、惡夢，各分為15個關卡，難度會因關卡漸強，可獲得許多物品（靈魂石、英雄、裝備、錢、龍幣等）。惡夢難度獲得金錢為普通難度的兩倍。
- 竞技场：玩家之间对决的场所，按照排名頒發競技場幣，可在商城以競技場幣兌換靈魂石。
- 藏宝地穴：供玩家收集游戏中的金币和钻石，同时可进行占领和守卫宝藏。
- 公会：找到自己的好朋友。还有兄弟币可以换英雄。[8]
- 预言之池：掉落大量紫装橙装碎片。新来的五大怪物不同以往，每个都需要特殊的英雄组合才能通关。[9]
- 巅峰竞技场：15vs15巅峰竞技场玩法，玩家可以选择三队英雄进行攻击或者防守，战斗为自动进行，三局两胜制度。[10]

## 侵权诉讼
2015年3月23日，暴雪娛樂宣佈就手機遊戲《刀塔傳奇》未經授權，涉嫌抄襲《魔獸爭霸》、《魔獸世界》知名重要角色和部份經典遊戲世界場景，以違反《著作權法》及《商標法》等，於24日向台北地方法院檢察署提起刑事告訴。
2015年5月，Valve以《刀塔传奇》侵犯著作权、商标权和不正当竞争为由，将莉莉丝游戏和龙图游戏诉至北京市海淀区人民法院，索赔3100万元人民币。
暴雪和Valve在2015年9月在美国针对莉莉丝游戏发起了有关专利和商标侵权的诉讼。不过在2015年底，美国法院以证据不足为由将诉讼驳回。
2015年11月，應暴雪及Valve要求，蘋果公司已將这款游戏從中國App store下架。
2016年5月13日，龙图游戏在该款游戏官网发布公告，称龙图和莉莉丝与暴雪、Valve达成共识，向对方赔偿一定款项，并修改部分美术，游戏名称改为《小冰冰传奇》，重新上架App Store。

## 另見
- 超異域公主連結 Re:Dive─由日本Cygames製作與發行。